# 片平親綱
片平 親綱（かたひら ちかつな）は、戦国時代の人物。

## 人物
父は大内義綱、兄は大内定綱。
父が片平城を攻め落とし、親綱に預けた事で片平を名乗った。蘆名家に仕えていたが伊達家に内通した。